# Instytut Socjologii Uniwersytetu Zielonogórskiego
Instytut Socjologii Uniwersytetu Zielonogórskiego – jeden z 4 instytutów Wydziału Nauk Społecznych Uniwersytetu Zielonogórskiego. 

## Władze Instytutu
W kadencji 2020–2024:
| Stanowisko         | Imię i nazwisko       |
| ------------------ | --------------------- |
| Dyrektor           | dr hab. Dorota Szaban |
| Zastępca Dyrektora | dr Tomasz Kołodziej   |

## Struktura organizacyjna
| Pracownia                          | Kierownik                          |
| ---------------------------------- | ---------------------------------- |
| Pracownia Badań nad Młodzieżą      | dr hab. Maria Zielińska            |
| Pracownia Spójności Społecznej     | dr Anna Mielczarek-Żejmo           |
| Pracownia Rewitalizacji Społecznej | dr hab. Jerzy Leszkowicz-Baczyński |